# Польовий Ренат Петрович
Польови́й Рена́т Петро́вич (6 жовтня 1927, Москва — 17 вересня 2008, Київ) — український письменник і краєзнавець, інженер-винахідник, колишній політв'язень, член Української Гельсінської спілки (1988). Брат українського художника і графіка Василя Польового.

## Біографія
Народився 6 жовтня 1927 року в Москві, в сім'ї українських інтелігентів. Батько, Петро Родіонович Польовий, був землеміром, згодом гірничим інженером, мати, Олександра Павлівна Польова — вчителькою математики. Родина часто переїздила з місця на місце спочатку по селах Дніпропетровщини, де батько працював землеміром, а згодом, коли він перевчився на маркшейдера, — по копальнях Кривбасу. Ще малим Ренат пережив Голодомор в Україні. Навчався у різних школах. З початком німецько-радянської війни родина переїхала на Урал, де Ренат навчався в ремісничому училищі, працював токарем на військовому заводі. Потім навчався в сільськогосподарському технікумі.
У 1945 році Ренат Польовий був засуджений і до 1951 року відбував термін ув'язнення на Колимі. Там він зійшовся із членами ОУН та вояками УПА. Завдяки їм пізнав невідому історію визвольної боротьби українського народу. Після звільнення поселився на Кубані, де працював механізатором рибозаводу. Одружився з Вірою Денисенко.
У 1953 році повернувся в Україну, на Донеччину. Оселився в місті Костянтинівка, працював скловаром на заводі скловиробів. Закінчив вечірній технікум та вечірній інститут за фахом інженера-механіка, працював конструктором, механіком, технологом. Розробив і впровадив кілька високоефективних винаходів із технології виробництва скляного волокна. Працюючи на заводі, зазнавав критики начальства за вживання української мови. Подорожуючи Україною, у 1970 році відвідав музей Івана Гончара, де познайомився і на довгі роки потоваришував з його власником.
У 1972 році був переведений на роботу до Київської науково-дослідної лабораторії базальтових волокон, де розробив удосконалену технологію виробництва волокон. У 1975 році, не знайшовши в лабораторії підтримки своїм новим технічним ідеям, перейшов працювати на Ірпінський комбінат «Прогрес», де розробив високоефективну технологію виробництва базальтового супертонкого волокна, яка була впроваджена на десятках заводів країни.
Знімаючи на кіноплівку панораму Києва для матеріалу, присвяченого 1500-літтю від дня заснування міста, у 1982 році трагічно загинув єдиний син Рената Польового — кінооператор Микола Польовий. У тому ж році Ренат став учасником народного хору «Гомін» під керівництвом Леопольда Ященка.
У 1995–1997 роках перебував у Ізраїлі, де розробляв технологію виробництва базальтового неперервного волокна. Цю роботу закінчив в Україні 2001 року. А вже наступного року він виїхав впроваджувати цю розробку в Південну Корею. Працював і в японській компанії.
В 1988 р. став членом Українського культурологічного клубу, невдовзі — членом Української гельсінської спілки, Української республіканської партії. З 1995 р. був членом Всеукраїнського політичного об'єднання «Державна самостійність України» та головою його Суду честі. З 1997 р. — член Історичного Клубу «Холодний Яр».
За своє життя Ренат Польовий здійснив 93 винаходи, написав 72 технічні статті у галузі виробництва скляних волокон. Його винаходи впроваджували в багатьох розвинених країнах світу. Отримуючи чималі кошти за раціоналізаторсько-винахідницьку діяльність, Ренат Польовий щедро жертвував їх на охорону пам'яток української архітектури, потреби УКК, УГС, УРП, Українську міжпартійну асамблею, ДСУ, редакцію газети «Незборима нація», історичний клуб «Холодний Яр».
Коштом Рената Польового вийшло й чимало книг. Окрім власних, він видав «Історію Смілого» Феодосія Сахна, «Республіку козаків» Григорія Нудьги, «Нариси з історії Кубані», «Багряні жнива Української революції», "Операція «Заповіт» Романа Коваля. Жертвував Ренат Петрович і на видання збірника «Героїзм і трагедія Холодного Яру», роману «Холодний Яр» Юрія Горліса-Горського, мемуарів «З воєнного нотатника» Якова Гальчевського, «За волю і честь» і «Коли кулі співали» Романа Коваля.
Помер 17 вересня 2008 року. Похований на 2-у Бучанському кладовищі поряд з могилою сина.

## Вшанування пам'яті
22 червня 2023 року у місті Ірпінь вулицю Ватутіна перейменували на вулицю Рената Польового.

## Твори
- Польовий Р. «Кубанська Україна». — К.: Діокор, 2002.
- Польовий Р. «Кобзарі в моєму житті». — К.: Діокор, 2003.
- Польовий Р. «Моя боротьба. Спогади». — К.: Діокор, 2003.
- Полевой Р. «Моя борьба. Воспоминания». — Пермь: НП «Базальтовые технологии», 2006.[2]